# Liste der olympischen Medaillengewinner aus Deutschland/D
- Däbritz, Sara
Olympische Sommerspiele 2016. (GER): Goldmedaille, Fußball „Frauen“
- Dähne, Heike
Olympische Sommerspiele 1980, (GDR): Bronzemedaille, Schwimmen „800 Meter Freistil Frauen“
- Dähne, Sabine
Olympische Sommerspiele 1976, (GDR): Silbermedaille, Rudern „Zweier ohne Steuerfrau“
- Dahlmeier, Laura
Olympische Winterspiele 2018, (GER): Goldmedaille, Biathlon „7,5 Kilometer Sprint Frauen“
Olympische Winterspiele 2018, (GER): Goldmedaille, Biathlon „10 Kilometer Verfolgung Frauen“
Olympische Winterspiele 2018, (GER): Bronzemedaille, Biathlon „15 Kilometer Frauen“
- Dahmke, Rune
Olympische Sommerspiele 2024, (GER): Silbermedaille, Handball „Männer“
- Dallmann, Petra
Olympische Sommerspiele 2004, (GER): Bronzemedaille, Schwimmen „4-mal-200-Meter-Freistilstaffel Frauen“
- Damme, Jörg
Olympische Sommerspiele 1980, (GDR): Bronzemedaille, Schießen „Trap Mixed“
- Danielowski, Karl-Heinz
Olympische Sommerspiele 1976, (GDR): Goldmedaille, Rudern „Achter Männer“
- Danne, Wolfgang
Olympische Winterspiele 1968, (FRG): Bronzemedaille, Eiskunstlauf „Paare“
- Danneberg, Jean-Paul
Olympische Sommerspiele 2024, (GER): Silbermedaille, Feldhockey „Männer“
- Danneberg, Jochen
Olympische Winterspiele 1976, (GDR): Silbermedaille, Skispringen „Normalschanze Männer“
- Danneberg, Rolf
Olympische Sommerspiele 1984, (FRG): Goldmedaille, Leichtathletik „Diskuswurf Männer“
Olympische Sommerspiele 1988, (FRG): Bronzemedaille, Leichtathletik „Diskuswurf Männer“
- Dascher, Georg
Olympische Sommerspiele 1936, (GER): Goldmedaille, Handball „Männer“
- Daßler, Uwe
Olympische Sommerspiele 1988, (GDR): Bronzemedaille, Schwimmen „1500 Meter Freistil Männer“
Olympische Sommerspiele 1988, (GDR): Goldmedaille, Schwimmen „400 Meter Freistil Männer“
Olympische Sommerspiele 1988, (GDR): Silbermedaille, Schwimmen „4-mal-200-Meter-Freistilstaffel Männer“
- Dauser, Lukas
Olympische Sommerspiele 2020, (GER): Silbermedaille, Turnen „Barren Männer“
- Debertshäuser, Monika
Olympische Winterspiele 1976, (GDR): Bronzemedaille, Langlauf „4-mal-5-Kilometer-Staffel Frauen“
- Decker, Andreas
Olympische Sommerspiele 1976, (GDR): Goldmedaille, Rudern „Vierer ohne Steuermann“
Olympische Sommerspiele 1980, (GDR): Goldmedaille, Rudern „Vierer ohne Steuermann“
- Deckert, Manfred
Olympische Winterspiele 1980, (GDR): Silbermedaille, Skispringen „Normalschanze Männer“
- Deecke, Oskar
Olympische Sommerspiele 2012, (GER): Goldmedaille, Feldhockey „Männer“
- Dehn, Werner
Olympische Sommerspiele 1912, (GER): Bronzemedaille, Rudern „Achter Männer“
- Deininger, Beate
Olympische Sommerspiele 1984, (FRG): Silbermedaille, Feldhockey „Frauen“
- Delmes, Werner
Olympische Sommerspiele 1956, (EUA): Bronzemedaille, Feldhockey „Männer“
- Deloch, Ernst
Olympische Sommerspiele 1912, (GER): Bronzemedaille, Springreiten „Mannschaft“
- Demleitner, Elisabeth
Olympische Winterspiele 1976, (FRG): Bronzemedaille, Rennrodeln „Einsitzer Frauen“
- Deußer, Daniel
Olympische Sommerspiele 2016, (GER): Bronzemedaille, Springreiten „Mannschaft“
- Deutsch, Eugen
Olympische Sommerspiele 1936, (GER): Silbermedaille, Gewichtheben „Halbschwergewicht Männer“
- Dibowski, Andreas
Olympische Sommerspiele 2008, (GER): Goldmedaille, Vielseitigkeitsreiten „Mannschaft“
- Dickenscheid, Tanja
Olympische Sommerspiele 1992, (GER): Silbermedaille, Feldhockey „Frauen“
- Diers, Ines
Olympische Sommerspiele 1980, (GDR): Bronzemedaille, Schwimmen „100 Meter Freistil Frauen“
Olympische Sommerspiele 1980, (GDR): Silbermedaille, Schwimmen „200 Meter Freistil Frauen“
Olympische Sommerspiele 1980, (GDR): Goldmedaille, Schwimmen „400 Meter Freistil Frauen“
Olympische Sommerspiele 1980, (GDR): Goldmedaille, Schwimmen „4-mal-100-Meter-Freistilstaffel Frauen“
Olympische Sommerspiele 1980, (GDR): Silbermedaille, Schwimmen „800 Meter Freistil Frauen“
- Diesch, Eckart
Olympische Sommerspiele 1976, (FRG): Goldmedaille, Segeln „Flying Dutchman Mixed“
- Diesch, Jörg
Olympische Sommerspiele 1976, (FRG): Goldmedaille, Segeln „Flying Dutchman Mixed“
- Dießner, Ullrich
Olympische Sommerspiele 1976, (GDR): Silbermedaille, Rudern „Vierer mit Steuermann“
Olympische Sommerspiele 1980, (GDR): Goldmedaille, Rudern „Vierer mit Steuermann“
- Dießner, Walter
Olympische Sommerspiele 1976, (GDR): Silbermedaille, Rudern „Vierer mit Steuermann“
Olympische Sommerspiele 1980, (GDR): Goldmedaille, Rudern „Vierer mit Steuermann“
- Dietrich, Gerhard
Olympische Sommerspiele 1968, (GDR): Bronzemedaille, Turnen „Mannschaft Männer“
- Dietrich, Wilfried
Olympische Sommerspiele 1956, (EUA): Silbermedaille, Ringen „griechisch-römischer Stil, Superschwergewicht Männer“
Olympische Sommerspiele 1960, (EUA): Goldmedaille, Ringen „Freistil, Schwergewicht Männer“
Olympische Sommerspiele 1960, (EUA): Silbermedaille, Ringen „griechisch-römischer Stil, Superschwergewicht Männer“
Olympische Sommerspiele 1964, (EUA): Bronzemedaille, Ringen „griechisch-römischer Stil, Superschwergewicht Männer“
Olympische Sommerspiele 1968, (FRG): Bronzemedaille, Ringen „Freistil, Schwergewicht Männer“
- Dietze, Tina
Olympische Sommerspiele 2012, (GER): Silbermedaille, Kanurennsport „K4 500 Meter Frauen“
Olympische Sommerspiele 2012, (GER): Goldmedaille, Kanurennsport „K2 500 Meter Frauen“
Olympische Sommerspiele 2016, (GER): Silbermedaille, Kanurennsport „K2 500 Meter Frauen“
Olympische Sommerspiele 2016, (GER): Silbermedaille, Kanurennsport „K4 500 Meter Frauen“
- Dimke, Harold
Olympische Sommerspiele 1972, (GDR): Bronzemedaille, Rudern „Achter Männer“
- Disl, Uschi
Olympische Winterspiele 1992, (GER): Silbermedaille, Biathlon „3-mal-7,5-Kilometer-Staffel Frauen“
Olympische Winterspiele 1994, (GER): Bronzemedaille, Biathlon „15 Kilometer Frauen“
Olympische Winterspiele 1994, (GER): Silbermedaille, Biathlon „4-mal-7,5-Kilometer-Staffel Frauen“
Olympische Winterspiele 1998, (GER): Bronzemedaille, Biathlon „15 Kilometer Frauen“
Olympische Winterspiele 1998, (GER): Goldmedaille, Biathlon „4-mal-7,5-Kilometer-Staffel Frauen“
Olympische Winterspiele 1998, (GER): Silbermedaille, Biathlon „7,5 Kilometer Frauen“
Olympische Winterspiele 2002, (GER): Goldmedaille, Biathlon „4-mal-7,5-Kilometer-Staffel Frauen“
Olympische Winterspiele 2002, (GER): Silbermedaille, Biathlon „7,5 Kilometer Frauen“
Olympische Winterspiele 2006, (GER): Bronzemedaille, Biathlon „12,5 Kilometer Massenstart Frauen“
- Dissinger, Christian
Olympische Sommerspiele 2016, (GER): Bronzemedaille, Handball „Männer“
- Dittert, Bernd
Olympische Sommerspiele 1988, (GDR): Bronzemedaille, Radsport „4000-Meter-Einzelverfolgung Männer“
Olympische Sommerspiele 1992, (GER): Goldmedaille, Radsport „4000-Meter-Mannschaftsverfolgung Männer“
- Dittmer, Andreas
Olympische Sommerspiele 1996, (GER): Goldmedaille, Kanurennsport „C2 1000 Meter Männer“
Olympische Sommerspiele 2000, (GER): Goldmedaille, Kanurennsport „C1 1000 Meter Männer“
Olympische Sommerspiele 2000, (GER): Bronzemedaille, Kanurennsport „C1 500 Meter Männer“
Olympische Sommerspiele 2004, (GER): Silbermedaille, Kanurennsport „C1 1000 Meter Männer“
Olympische Sommerspiele 2004, (GER): Goldmedaille, Kanurennsport „C1 500 Meter Männer“
- Dobeleit, Norbert
Olympische Sommerspiele 1988, (FRG): Bronzemedaille, Leichtathletik „4-mal-400-Meter-Staffel Männer“
- Doberschütz, Gerlinde
Olympische Sommerspiele 1988, (GDR): Goldmedaille, Rudern „Vierer mit Steuerfrau“
- Doberschütz, Jens
Olympische Sommerspiele 1980, (GDR): Goldmedaille, Rudern „Achter Männer“
- Dobmeier, Annette
Olympische Sommerspiele 1992, (GER): Silbermedaille, Fechten „Florett Mannschaft Frauen“
- Doering, Lothar
Olympische Sommerspiele 1980, (GDR): Goldmedaille, Handball „Männer“
- Dogonadze, Anna
Olympische Sommerspiele 2004, (GER): Goldmedaille, Trampolinturnen „Frauen“
- Döhn, Gottfried
Olympische Sommerspiele 1976, (GDR): Goldmedaille, Rudern „Achter Männer“
Olympische Sommerspiele 1980, (GDR): Goldmedaille, Rudern „Vierer mit Steuermann Männer“
- Doll, Benedikt
Olympische Winterspiele 2018, (GER): Bronzemedaille, Biathlon „12,5 km Verfolgung Männer“
Olympische Winterspiele 2018, (GER): Bronzemedaille, Biathlon „4-mal-7,5-Kilometer-Staffel Männer “
- Dollheiser, Hugo
Olympische Sommerspiele 1956, (EUA): Bronzemedaille, Feldhockey „Männer“
- Dombeck, Carola
Olympische Sommerspiele 1976, (GDR): Bronzemedaille, Turnen „Mannschaft Frauen“
Olympische Sommerspiele 1976, (GDR): Silbermedaille, Turnen „Pferdsprung Frauen“
- Dombrowski, Lutz
Olympische Sommerspiele 1980, (GDR): Goldmedaille, Leichtathletik „Weitsprung Männer“
- Domian, Thomas
Olympische Sommerspiele 1988, (FRG): Goldmedaille, Rudern „Achter Männer“
- Dompert, Alfred
Olympische Sommerspiele 1936, (GER): Bronzemedaille, Leichtathletik „3000 Meter Hindernis Männer“
- Donath, Ursula
Olympische Sommerspiele 1960, (EUA): Bronzemedaille, Leichtathletik „800 Meter Frauen“
- Doorsoun, Sara
Olympische Sommerspiele 2024, (GER): Bronzemedaille, Fußball „Frauen“
- Dopp, Heiner
Olympische Sommerspiele 1984, (FRG): Silbermedaille, Feldhockey „Männer“
Olympische Sommerspiele 1988, (FRG): Silbermedaille, Feldhockey „Männer“
- Dördelmann, Sylvia
Olympische Sommerspiele 1992, (GER): Bronzemedaille, Rudern „Achter Frauen“
- Dorjsuren, Munkhbayar
Olympische Sommerspiele 2008, (GER): Bronzemedaille, Schießen „Sportpistole Frauen“
- Dörner, Hans-Jürgen
Olympische Sommerspiele 1976, (GDR): Goldmedaille, Fußball „Männer“
- Dörre, Katrin
Olympische Sommerspiele 1988, (GDR): Bronzemedaille, Leichtathletik „Marathon Frauen“
- Dörries, Jana
Olympische Sommerspiele 1992, (GER): Silbermedaille, Schwimmen „4-mal-100-Meter-Lagenstaffel Frauen“
- Dossin, Kurt
Olympische Sommerspiele 1936, (GER): Goldmedaille, Handball „Männer“
- Dragunski, Mark
Olympische Sommerspiele 2004, (GER): Silbermedaille, Handball „Männer“
- Drahotta, Felix
Olympische Sommerspiele 2016, (GER): Silbermedaille, Rudern Achter „Männer“
- Drechsler, Heike
Olympische Sommerspiele 1988, (GDR): Bronzemedaille, Leichtathletik „100 Meter Frauen“
Olympische Sommerspiele 1988, (GDR): Bronzemedaille, Leichtathletik „200 Meter Frauen“
Olympische Sommerspiele 1988, (GDR): Silbermedaille, Leichtathletik „Weitsprung Frauen“
Olympische Sommerspiele 1992, (GER): Goldmedaille, Leichtathletik „Weitsprung Frauen“
Olympische Sommerspiele 2000, (GER): Goldmedaille, Leichtathletik „Weitsprung Frauen“
- Drehmel, Jörg
Olympische Sommerspiele 1972, (GDR): Silbermedaille, Leichtathletik „Dreisprung Männer“
- Dreibrodt, Günter
Olympische Sommerspiele 1980, (GDR): Goldmedaille, Handball „Männer“
- Dreifke, Joachim
Olympische Sommerspiele 1976, (GDR): Bronzemedaille, Rudern „Einer Männer“
Olympische Sommerspiele 1980, (GDR): Goldmedaille, Rudern „Doppelzweier Männer“
- Dressel, Wally
Olympische Sommerspiele 1912, (GER): Silbermedaille, Schwimmen „4-mal-100-Meter-Freistilstaffel Frauen“
- Drews, Egon
Olympische Sommerspiele 1952, (GER): Bronzemedaille, Kanurennsport „C2 10.000 Meter Männer“
Olympische Sommerspiele 1952, (GER): Bronzemedaille, Kanurennsport „C2 1000 Meter Männer“
- Driesen, Steffen
Olympische Sommerspiele 2004, (GER): Silbermedaille, Schwimmen „4-mal-100-Meter-Lagenstaffel Männer“
- Droese-Pufe, Margitta
Olympische Sommerspiele 1980, (GDR): Bronzemedaille, Leichtathletik „Kugelstoßen Frauen“
- Drogan, Bernd
Olympische Sommerspiele 1980, (GDR): Silbermedaille, Straßenradsport „Mannschaftsfahren Männer“
- Dröse, Horst
Olympische Sommerspiele 1972, (FRG): Goldmedaille, Feldhockey „Männer“
- Dröse, Karl
Olympische Sommerspiele 1936, (GER): Silbermedaille, Feldhockey „Männer“
- Drüll, Elke
Olympische Sommerspiele 1984, (FRG): Silbermedaille, Feldhockey „Frauen“
- Drux, Paul
Olympische Sommerspiele 2016, (GER): Bronzemedaille, Handball „Männer“
- Ducke, Peter
Olympische Sommerspiele 1972, (GDR): Bronzemedaille, Fußball „Männer“
- Duckwitz, Eike
Olympische Sommerspiele 2004, (GER): Bronzemedaille, Feldhockey „Männer“
- Duffner, Christof
Olympische Winterspiele 1994, (GER): Goldmedaille, Skispringen „Mannschaft Männer“
- Dühring, Uwe
Olympische Sommerspiele 1980, (GDR): Goldmedaille, Rudern „Achter Männer“
- Duill, Karl
Olympische Sommerspiele 1900, (GER): Silbermedaille, Radsport „Punktefanhren“
- Dundr, Frank
Olympische Sommerspiele 1980, (GER): Goldmedaille, Rudern „Doppelvierer Männer“
- Dünhaupt, Angelika
Olympische Winterspiele 1968, (FRG): Bronzemedaille, Rennrodeln „Einsitzer Frauen“
- Duplitzer, Imke
Olympische Sommerspiele 2004, (GER): Silbermedaille, Fechten „Degen Mannschaft Frauen“
- Dürsch, Michael
Olympische Sommerspiele 1984, (FRG): Goldmedaille, Rudern „Doppelvierer Männer“
- Düskow, Willy
Olympische Sommerspiele 1908, (GER): Bronzemedaille, Rudern „Zweier ohne Steuermann Männer“
- Duvigneau, Bernd
Olympische Sommerspiele 1976, (GDR): Bronzemedaille, Kanurennsport „K4 1000 Meter Männer“
Olympische Sommerspiele 1980, (GDR): Goldmedaille, Kanurennsport „K4 1000 Meter Männer“